# Tzvi Tzur
Tzvi Tzur (în ebraică צבי צור‎, născut cu numele de  Tzvi Czertenko, supranumit „Czera”, n. 17 aprilie 1923, Izeaslav, Regiunea Hmelnîțkîi, Ucraina – d. 28 decembrie 2004, Israel) a fost un militar israelian, originar din Ucraina. Tzvi Tzur a îndeplinit funcția de șef al Marelui Stat Major al Armatei de Apărare a Israelului în perioada 1961-1964.

## Biografie
Tzvi Tzur s-a născut în orășelul Iziaslav, Ucraina (Zaslav) din nordul Podoliei sau sudul Volîniei în Ucraina (astăzi în nordul regiunii Hmelnițki). Tzvi Tzur a emigrat cu familia sa în Palestina la vârsta de 2 ani.
În perioada 1956-1958, generalul Tzvi Tzur a fost general al comandamentului de centru în Armatei de Apărare a Israelului.
Tzvi Tzur a încetat din viață la Tel Aviv la vârsta de 81 de ani.